# Valleruela de Sepúlveda
Valleruela de Sepúlveda – gmina w Hiszpanii, w prowincji Segowia, w Kastylii i León, o powierzchni 15,99 km². W 2011 roku gmina liczyła 60 mieszkańców.